# Хуфська мова
Хуфська мова — індоєвропейська мова, поширена в Таджикистані, на цій мові говорять хуфці, що живуть в ущелині правої притоки річки П'яндж, в селищах Хуф та Пастхуф.
Є думка, що ця мова є діалектом рушанської мови.